# هارولد برنارد سنت‌جانز
هارولد برنارد سنت‌جانز (انگلیسی: Harold Bernard St. John؛ ۱۶ اوت ۱۹۳۱ – ۲۹ فوریهٔ ۲۰۰۴) سیاستمدار اهل باربادوس بود. وی از ۱۱ مارس ۱۹۸۵ تا ۲۹ مه ۱۹۸۶ نخست‌وزیر باربادوس بود.
هارولد برنارد سنت‌جانز در ۲۹ فوریه ۲۰۰۴، در سن ۷۲ سالگی درگذشت.